# Kinderhook (villaggio, New York)
Kinderhook è un villaggio degli Stati Uniti d'America, situato nell'omonima città della contea di Columbia nello stato di New York. Qui è nato e deceduto il presidente statunitense Martin Van Buren. Nel 2010 contava una popolazione di 1 211 abitanti. Si trova nella parte centro meridionale della città, sulla strada statale n. 9.